# Gary Hocking

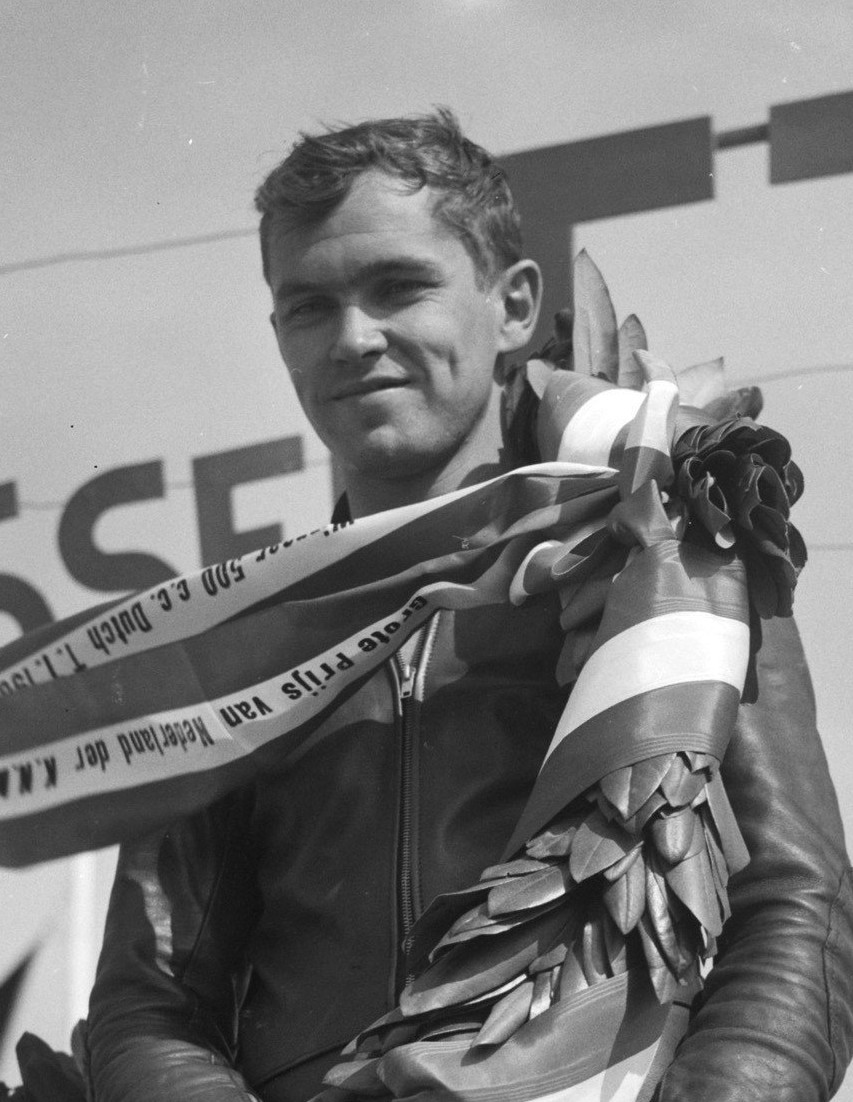
Gary Hocking (1961)

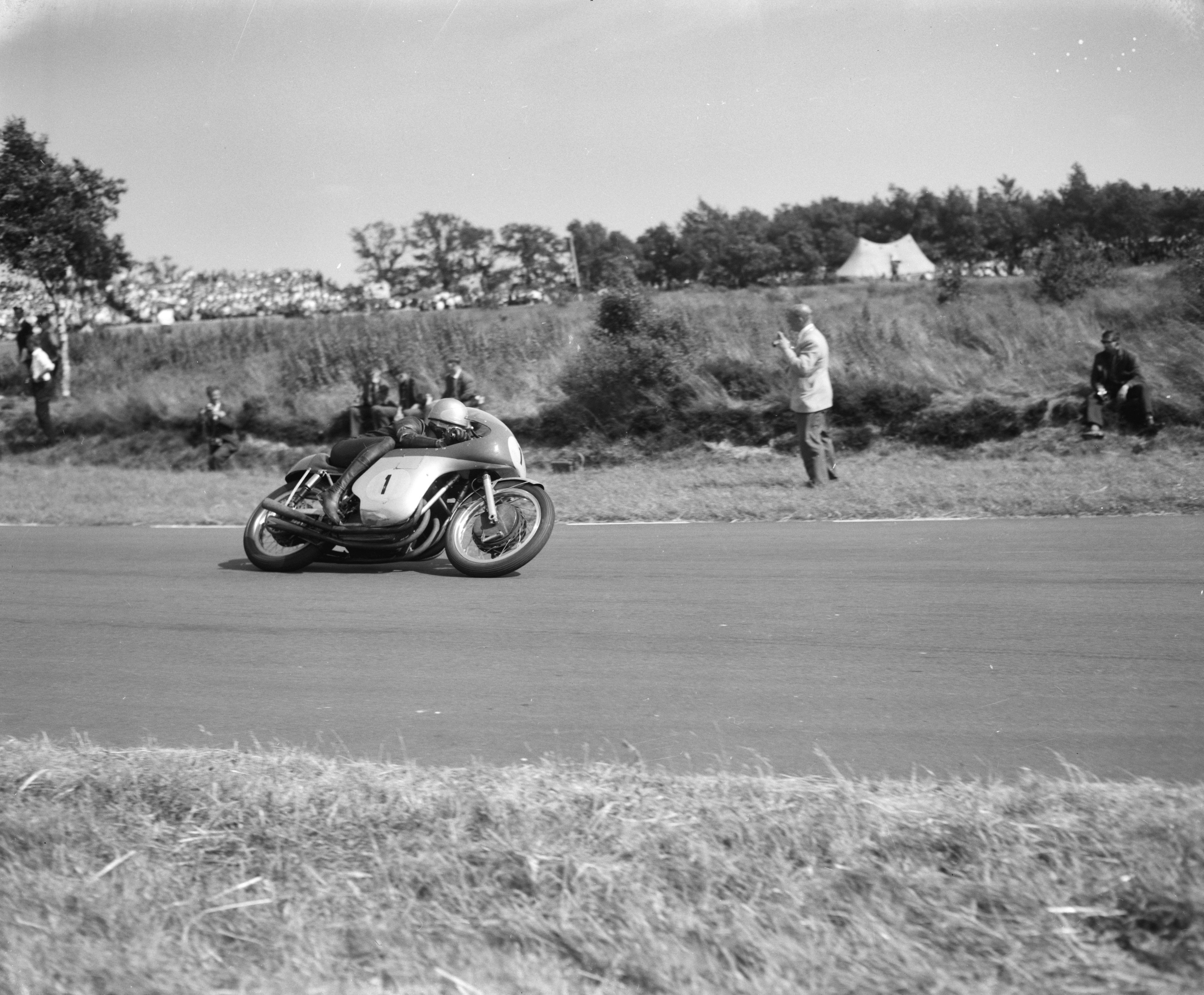
Hocking 1961 auf MV Agusta bei der Dutch TT

Gary Stuart Hocking (* 30. September 1937 in Caerleon, Wales; † 21. Dezember 1962 am Westmead Circuit bei Durban, Südafrika) war ein Motorrad- und Automobilrennfahrer aus Rhodesien, dem heutigen Simbabwe.
Im Jahr 1961 wurde er auf MV Agusta Weltmeister in den Klassen bis 350 und bis 500 cm³. Er starb am 21. Dezember 1962 beim Training zu einem Autorennen in Südafrika.

## Karriere
Gary Hocking kam in Caerleon im südöstlichen Wales zur Welt und wuchs in der damaligen Britischen Kronkolonie Südrhodesien, dem heutigen Simbabwe auf. In seiner Jugend begann er mit dem Motorradfahren, zuerst bei Grasbahnrennen und wenig später auf Straßenkursen in Rhodesien und Südafrika.
Er verließ Rhodesien 1958, um in Europa Rennen zu fahren, und hatte sofort Erfolg. Bereits bei seinem ersten Start im Jahr 1958 in der 500-cm³-Klasse der Motorrad-Weltmeisterschaft gelang ihm auf einer Norton bei der Dutch TT der sechste Platz. Später, beim Grand Prix von Deutschland auf der Nürburgring-Nordschleife, schaffte er hinter den MV-Agusta-Werksmaschinen von John Surtees und John Hartle sogar Rang drei, dem ein vierter Platz in Schweden folgte, sodass Hocking die Saison auf dem sechsten Gesamtrang beendete.
In der Saison 1959 bestritt Gary Hocking in vier verschiedenen Klassen WM-Läufe. Er begann die Saison mit dem zweiten Platz bei den 350ern und Rang drei in der 500-cm³-Klasse beim Grand Prix von Frankreich in Clermont-Ferrand auf Norton. Beim dritten Saisonlauf, dem Grand Prix von Deutschland auf dem Hockenheimring, gelang ihm ebenfalls Rang zwei in der 350-cm³-Klasse. Beim Großen Preis von Schweden in Kristianstad startete Hocking in der 250-cm³-Klasse dann erstmals auf einer MZ-Werksmaschine mit Zweitaktmotor und gewann das Rennen auf Anhieb, obwohl er vorher nur auf Viertaktern unterwegs gewesen war. Beim folgenden Rennen, dem Ulster Grand Prix in Nordirland, wiederholte er seinen Sieg und wurde weiterhin Zweiter in der 125-cm³-Klasse. Beim Rennen auf dem Sachsenring, das damals keinen WM-Status hatte, siegte er bei den 250ern und den 500ern und belegte in der 350-cm³-Klasse den zweiten Platz. Mittlerweile hatte Hocking die Aufmerksamkeit von MV Agusta auf sich gezogen und wurde von den Italienern noch während der Saison verpflichtet. Dennoch wurde Gary Hocking in diesem Jahr hinter dem Italiener Carlo Ubbiali Vizeweltmeister in der 250-cm³-Klasse auf MZ.
Ab der Saison 1960 ging Hocking nur noch für MV an den Start. Er trat in den Klassen bis 125, 250 und 350 cm³ an. Bei der legendären Tourist Trophy auf der Isle of Man gelang ihm der Sieg bei den 250ern, in der 125-cm³-Klasse wurde er Zweiter hinter Carlo Ubbiali. Insgesamt absolvierte Gary Hocking zwölf WM-Rennen, gewann davon vier und kam zehnmal auf das Siegerpodest. In allen drei Klassen, in denen er angetreten war, wurde er in diesem Jahr Vizeweltmeister.
Nachdem John Surtees am Ende der Saison 1960 zurückgetreten war, wurde Gary Hocking zur Saison 1961 die neue Nummer eins bei MV Agusta. Es gelang ihm, es seinem Vorgänger Surtees gleichzutun und sowohl den 350er als auch den 500er WM-Titel einzufahren. In der Halbliterklasse gewann er sieben von acht WM-Läufen, in denen er angetreten war; in der 350-cm³-Klasse siegte Hocking bei fünf Teilnahmen viermal. Beim Rennen auf dem Sachsenring, das in diesem Jahr erstmals zur WM zählte, gelangen Hocking wiederum zwei Siege. Während der Saison hatte der Brite Mike Hailwood auf sich aufmerksam gemacht – besonders durch drei Siege bei der Tourist Trophy. Deshalb bekam er beim Grand Prix der Nationen in Monza erstmals eine MV-Agusta-Werksmaschine und wurde Teamkollege von Gary Hocking. Dies erschien dem Rhodesier nachteilig, da Hailwoods Vater das Team sponserte und somit viele Entscheidungen zu Gunsten des Briten ausfielen.
Die Saison 1962 begann mit der TT auf der Isle of Man. Bereits im Training erlitt Gary Hocking einen schweren Sturz, bei dem er mit mehreren Schnittwunden und Quetschungen davonkam. Gegen das Anraten der Ärzte startete er bei den Rennen und lieferte sich beim Rennen in der 350-cm³-Klasse mit Hailwood wohl eines der aufregendsten Duelle in der Geschichte der Tourist Trophy. Der Brite gewann schließlich, während Hocking mit einem technischen Problem Zweiter wurde. Das Rennen wurde vom Tod des Australiers Tom Phillis überschattet, der ein guter Freund von Hocking war. Phillis war in der zweiten Runde, an dritter Stelle liegend, schwer gestürzt und den Unfallfolgen erlegen. Obwohl Hocking vom Tod seines Freundes tief betroffen war, startete er beim 500-cm³-Rennen und gewann. Danach trat er jedoch vom Motorradrennsport zurück und kündigte sein Engagement bei MV Agusta mit den Worten: „Ich kann es nicht mehr sehen, wie sich Menschen selbst umbringen mit Motorrädern!“.
In seiner kurzen Karriere hatte er es auf zwei Weltmeistertitel, 19 Siege und 33 Podiumsplatzierungen gebracht.
Gary Hocking hielt es jedoch nicht lange ohne Rennsport aus und entschied sich, Autorennen zu fahren, weil er diese für sicherer hielt. Bereits im August 1962 startete er und belegte bei seinem ersten Einsatz mit einem Lotus-Climax sofort den vierten Platz.
Am 21. Dezember 1962 verunglückte Gary Hocking im Training zum Natal Grand Prix auf dem Westmead Circuit in Natal bei Durban in Südafrika tödlich. Nachdem er die Kontrolle über seinen Wagen, einen Lotus 24, verloren hatte, war er von der Straße abgekommen, hatte sich mehrfach überschlagen und war schließlich an einen Baum angeschlagen. Gary Hocking starb auf dem Weg ins Krankenhaus im Alter von nur 25 Jahren. Später wurde spekuliert, dass die Unfallursache nicht, wie angenommen, ein Fahrfehler, sondern eine auftretende Nierenkolik gewesen sein könnte.
Hocking wurde auf dem Christchurch Cemetery in Christchurch, Wales beerdigt. Zum Begräbnis kamen unter anderem Repräsentanten des rhodesischen Staates. Auch der rhodesische Premierminister übermittelte in einem Schreiben sein tiefstes Mitgefühl.

## Statistik

### Erfolge
- 1960 – Südafrikanischer 500-cm³-Meister[1]
- 1961 – 350-cm³-Weltmeister auf MV Agusta
- 1961 – 500-cm³-Weltmeister auf MV Agusta
- 19 Grand-Prix-Siege

### Isle-of-Man-TT-Siege
| Jahr | Klasse                | Maschine  | Durchschnittsgeschwindigkeit |
| ---- | --------------------- | --------- | ---------------------------- |
| 1960 | Lightweight (250 cm³) | MV Agusta | 93,64 mph (150,7 km/h)       |
| 1962 | Senior (500 cm³)      | MV Agusta | 103,51 mph (166,58 km/h)     |

### In der Motorrad-Weltmeisterschaft
| Saison | Klasse  | Ergebnis    | Maschine  | Siege |
| ------ | ------- | ----------- | --------- | ----- |
| 1958   | 500 cm³ | 6.          | Norton    | 0     |
| 1959   | 125 cm³ | 9.          | MZ        | 0     |
| 1959   | 250 cm³ | 2.          | MZ        | 2     |
| 1959   | 350 cm³ | 4.          | Norton    | 0     |
| 1959   | 500 cm³ | 5.          | Norton    | 0     |
| 1960   | 125 cm³ | 2.          | MV Agusta | 0     |
| 1960   | 250 cm³ | 2.          | MV Agusta | 2     |
| 1960   | 350 cm³ | 2.          | MV Agusta | 2     |
| 1961   | 250 cm³ | 8.          | MV Agusta | 1     |
| 1961   | 350 cm³ | Weltmeister | MV Agusta | 4     |
| 1961   | 500 cm³ | Weltmeister | MV Agusta | 7     |
| 1962   | 350 cm³ | 8.          | MV Agusta | 0     |
| 1962   | 500 cm³ | 5.          | MV Agusta | 1     |

## Verweise